# Henodus
Henodus chelyops, Henodontidae
Famille
Genre
Espèce
Henodus est un genre éteint de placodontes, de la famille Henodontidae ayant vécu durant l'époque du Trias supérieur, au cours de l'étage stratigraphique du Carnien ; il mesurait environ 1 m de longueur.
Une seule espèce est rattachée au genre : Henodus chelyops, décrite par Friedrich von Huene en 1936.

## Description

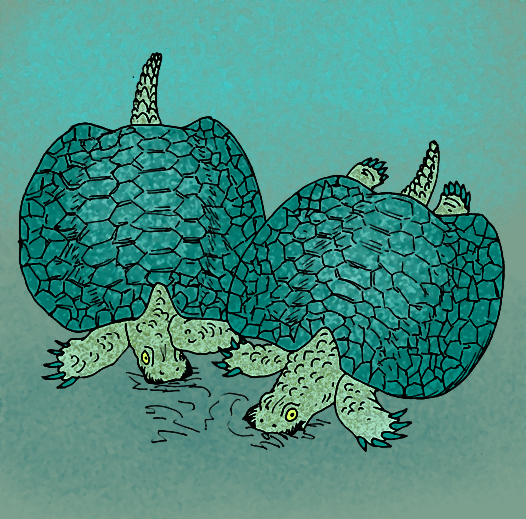
Reconstitution de Henodus chelyops par le paléoartiste Stanton C. Fink (Apokryltaros).

Henodus est le placodonte possédant la plus grande ressemblance formelle avec les tortues. Comme celle-ci, mais sans leur être apparenté puisqu'il est un diapside, il possédait une carapace formée d'une dossière et d'un plastron ventral. La carapace s'étalait latéralement au-delà des membres et se composait de petites plaques d'os imbriquées, chacune couverte d'une plaque de corne. Les plaques osseuses sont beaucoup plus nombreuses que chez les tortues, formant un motif en mosaïque. Cette carapace était soudée à la colonne vertébrale mais n'incluait pas les bases des membres, contrairement aux tortues dont les membres partent de l’intérieur de la cage thoracique. L'anatomie des membres d'Henodus laisse penser qu'il les utilisait surtout pour pagayer, avec de rares passages sur la terre ferme. 
Henodus chelyops possédait également une dent unique de chaque côté de sa mâchoire, tandis que les tortues ont un bec. Ces dents étaient plates (d'où le nom de placodonte) et lui permettaient d'écraser les mollusques et crustacés dont il se nourrissait. Son crâne, de forme carrée, présente des orbites latérales et une bouche largement fendue. Henodus chelyops est pour l'instant le seul placodonte trouvé dans des dépôts non-marins (de Tübingen en Allemagne), ce qui laisse penser qu'il vivait en eau saumâtre ou dans des lagunes d'eau douce.